# 震倉
震倉，又稱洗倉、洗盘，股市詞語，是大型投資者向散戶收集優質股票的常見手法。
大型投資者通常會盡收貨源，去方便控制股價，通常莊家在收集股份之時，股價只會窄幅波動。當大型投資者收緊貨源後，便刻意「震倉」，該股將會在極短時間內大幅下跌，在恐慌性的拋售下，屆時很多散戶會被「震走」。同樣，一旦大型投資者未收夠貨源前，有些散戶卻聞風而至，為引開散戶的注意力，大型投資者亦寧願大手沽出股票，把散戶手上的股票「震」出來，再在低位吸納股票。